# Lone Star (gruppo musicale)
I Lone Star erano un gruppo musicale hard rock formato a Cardiff (Galles) nel 1975 da Paul 'Tonka' Chapman. Il primo album omonimo uscì per la CBS Records e arrivo al 47º posto nelle classifiche inglesi. Il secondo album, Firing On All Six, venne registrato con John Sloman alla voce al posto di Kenny Driscoll. A causa di problemi con la casa discografica, il gruppo si sciolse nel 1978. Driscoll e Hurley riunirono il gruppo, suonando alcuni concerti agli inizi degli anni '80, ad esempio  al "Bournemouth Winter Gardens", "Keele University" e "Nottingham Boat Club". Il terzo disco, Riding High, vide la luce nel 2000 e dopodiché si sciolsero definitivamente.

## Membri
- Kenny Driscoll — cantante in Lone Star
- Paul Chapman —chitarra solista
- Pete Hurley—basso
- Dixie Lee—batteria
- John Sloman—cantante in Firing on All Six
- Tony Smith—chitarra in Lone Star and Firing on All Six
- Rick Worsnop—tastiere e basso in Riding High

## Discografia
Album in studio
- 1976 - Lone Star
- 1977 - Firing on All Six
- 2000 - Riding High

Live
- 1994 - BBC Radio One Live In Concert